# Kate Beaton

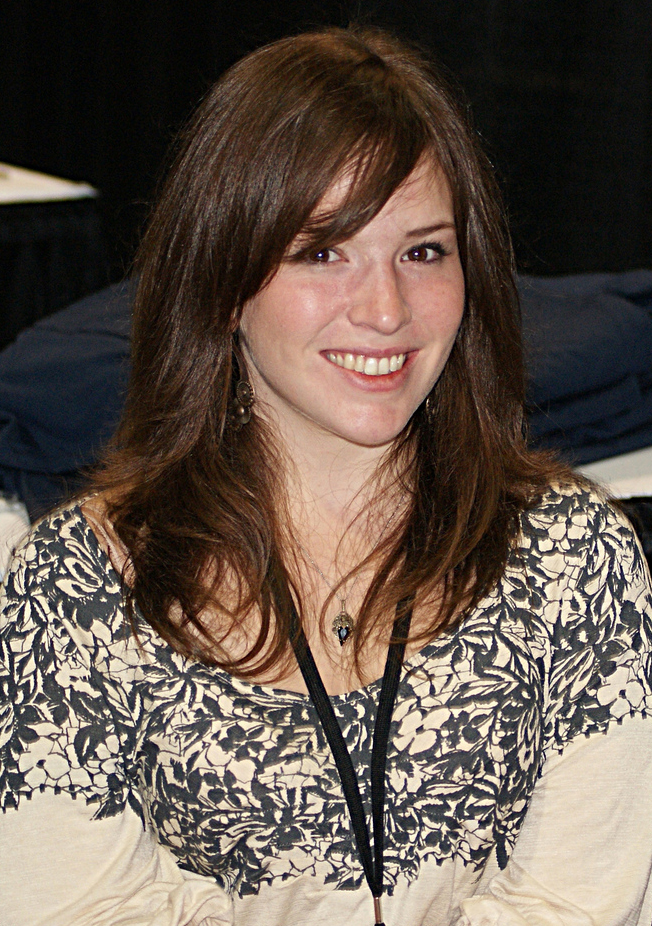
Kate Beaton auf der Calgary Comic & Entertainment Expo in Calgary (2011)

Kate Beaton (* 8. September 1983 auf Kap Breton, Nova Scotia) ist eine kanadische Comiczeichnerin. Ihr bekanntestes Werk ist der Webcomic Hark! A Vagrant. Die Erfahrungen in der Ölsandlagerstätte Athabasca, wo sie zwei Jahre lang gejobbt hatte, um ihr Studiendarlehen zurückzahlen zu können, verarbeitete sie in der autobiografischen Graphic Novel Ducks (2022).

## Leben
Beaton stammt aus Nova Scotia und ist auf der Kap-Breton-Insel aufgewachsen. Sie erlangte 2005 den Bachelor of Arts in Geschichte und Anthropologie von der Mount Allison University. Während ihres dritten und vierten Universitätsjahres zeichnete sie Comics für die Universitätszeitschrift. Nebenbei arbeitete sie in mehreren Museen. Sie und ihre Kolleginnen Lisa Hanawalt, Sarah Glidden, Domitille Collardey, Meredith Gran und Julia Wertz bildeten das Kollektiv Pizza Island.

## Karriere
2007 veröffentlichte Beaton ein paar ihrer Comics im Netz auf ihrer Website, katebeaton.com, und einem Livejournal Blog. Im Mai 2008 zog ihre Internetpräsenz zu ihrer jetzigen Website, Hark! A Vagrant, um. Die Comics sind mit dem Programm MS Paint in einem simplen, aber ausdrucksstarken Stil gezeichnet.
Der Webcomic Hark! A Vagrant wird unregelmäßig veröffentlicht. Thematisch werden normalerweise historische Figuren, wie James Joyce oder Ida B. Wells, sowie fiktionale Charaktere aus westlicher Literatur behandelt. Auch Beaton selbst tritt auf.
Artikel über Beaton erschienen im Wired, Macleans, und Comic Book Resources. Im Juni 2009 veröffentlichte sie das Buch Never Learn Anything from History. Zwei von Beatons Comics wurden im Magazin The New Yorker veröffentlicht. Im September 2011 folgte ihr zweites Buch, Hark! A Vagrant, das von der TIME als eines der besten zehn fiktionalen Bücher des Jahres empfohlen wurde. Außerdem wirkte Beaton an der Strange Tales Anthologie von Marvel mit.
Im Jahr 2015 wurde Hark! A Vagrant als Obacht! Lumpenpack auf Deutsch übersetzt.
Beaton hat mehrere Preise für ihre Arbeit erhalten. Für Never Learn Anything from History wurde sie 2009 mit dem Doug Wright Award für Best Emerging Talent ausgezeichnet. Hark! A Vagrant gewann 2011 und 2012 insgesamt vier Harvey Awards. Außerdem war sie nominiert für den Joe Shuster Award 2009 und 2010.

## Auszeichnungen
- 2009: Doug Wright Award in der Kategorie Best Emerging Talent für Hark! A Vagragt[14]
- 2011: Harvey Award in der Kategorie Best Online Comics Work für Hark! A Vagrant![15]
- 2011: Ignatz Award in der Kategorie Outstanding Online Comic für Hark! A Vagrant![19]
- 2012: Harvey Awards in der Kategorie Best Online Comics Work für Hark! A Vagrant![16]
- 2012: Harvey Award in der Kategorie Special Award for Humor in Comics für Hark! A Vagrant![16]
- 2012: Harvey Award in der Kategorie Best Cartoonist für Hark! A Vagrant![16]
- 2016: Eisner Award in der Kategorie Best Humor Publication für Step Aside, Pops: A Hark! A Vagrant Collection[20]